# Awalpur
Awalpur es una ciudad censal situada en el distrito de Chandrapur en el estado de Maharashtra (India). Su población es de 4882 habitantes (2011). 

## Demografía
Según el censo de 2011 la población de Awalpur era de 4882 habitantes, de los cuales 2506 eran hombres y 2376 eran mujeres. Awalpur tiene una tasa media de alfabetización del 88,05%, superior a la media estatal del 82,34%: la alfabetización masculina es del 90,99%, y la alfabetización femenina del 84,96%.